# ایستگاه وانستید
ایستگاه وانستید یک ایستگاه از خط مرکزی و از خطوط متروی لندن است که در منطقه وانستید قرار دارد و در ۱۴ دسامبر ۱۹۴۷ افتتاح شده است.

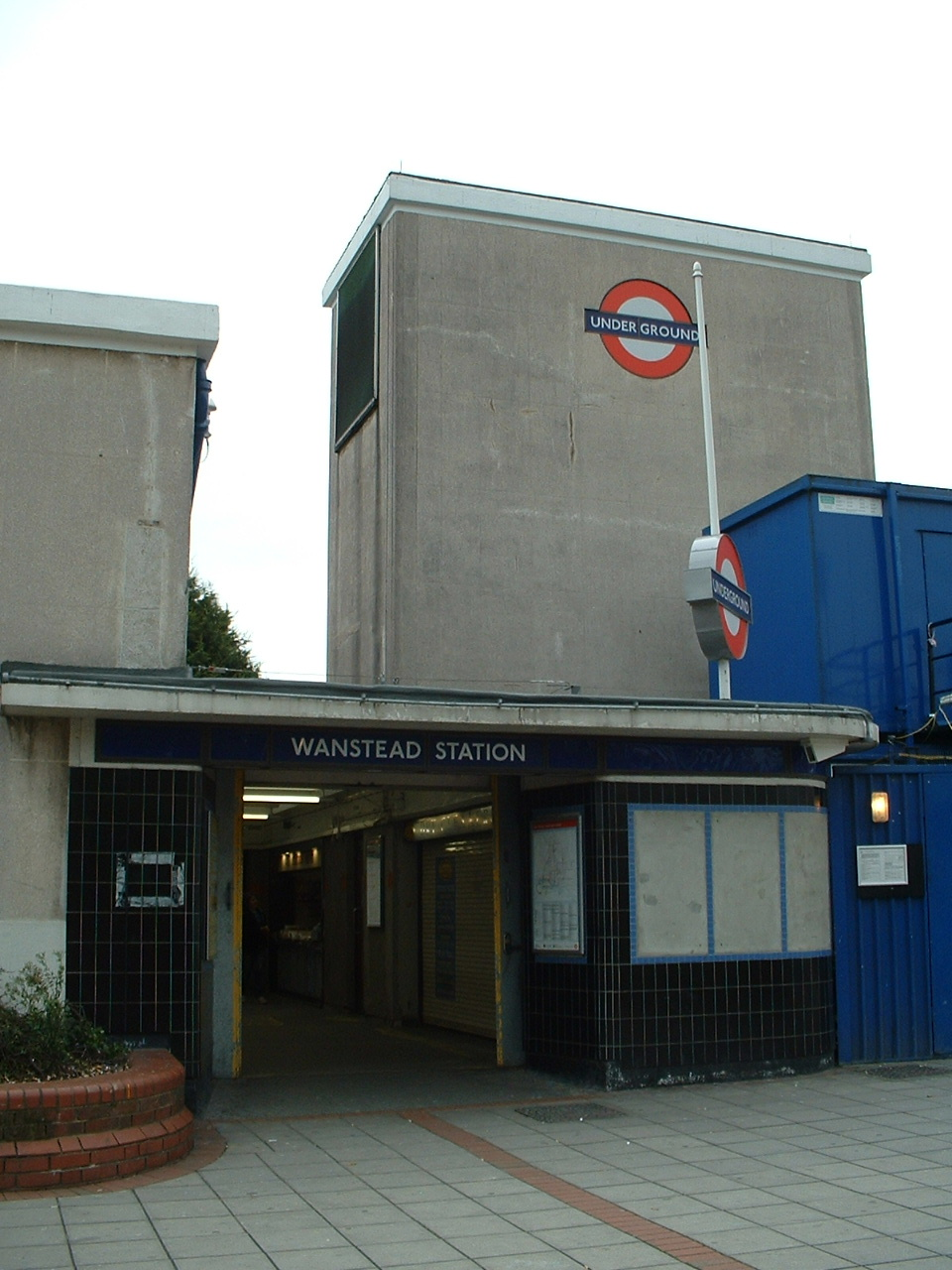

## نگارخانه

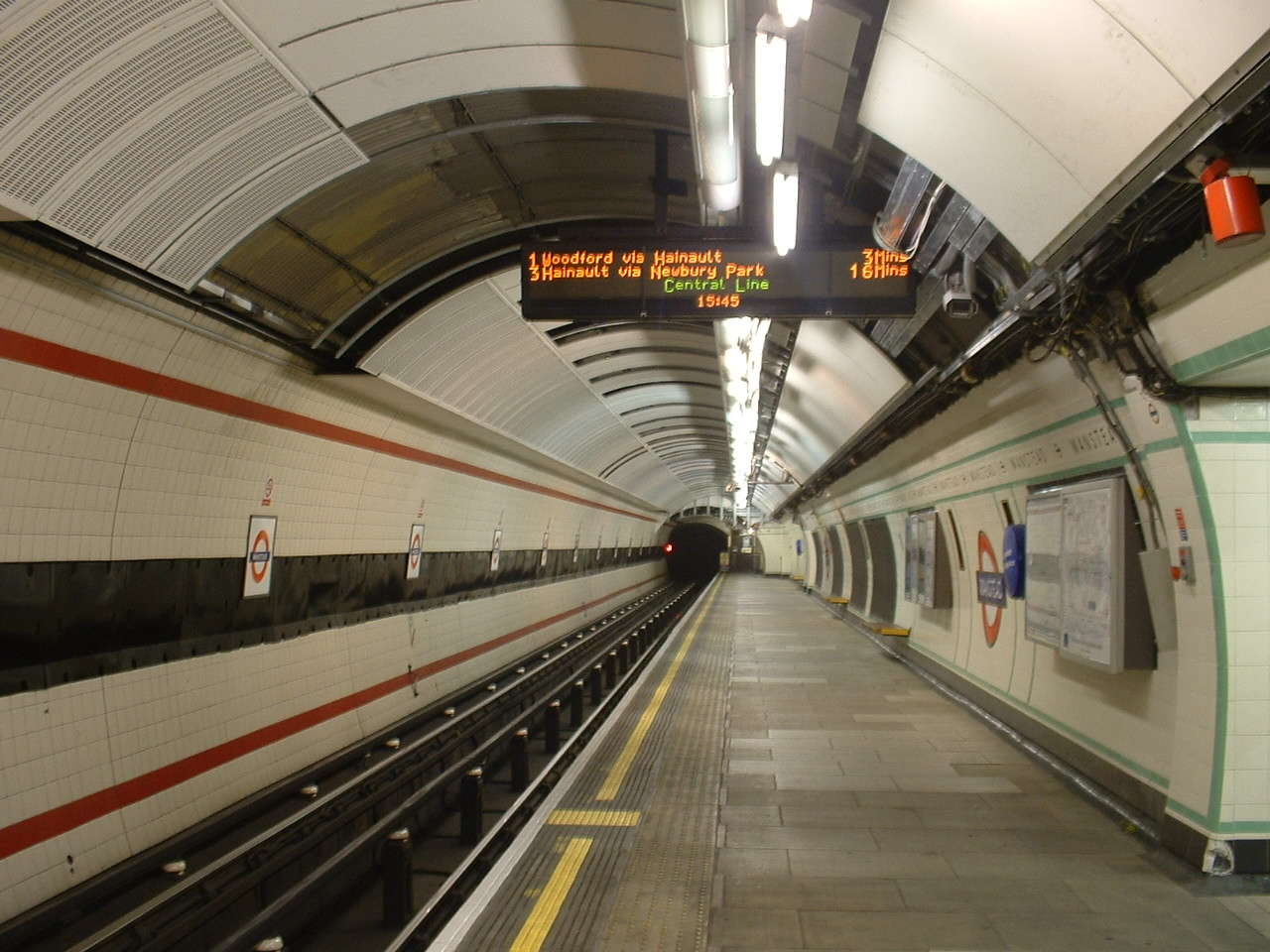
Eastbound platform, illustrating nearly complete refurbishment (photo: Nov. 2007)
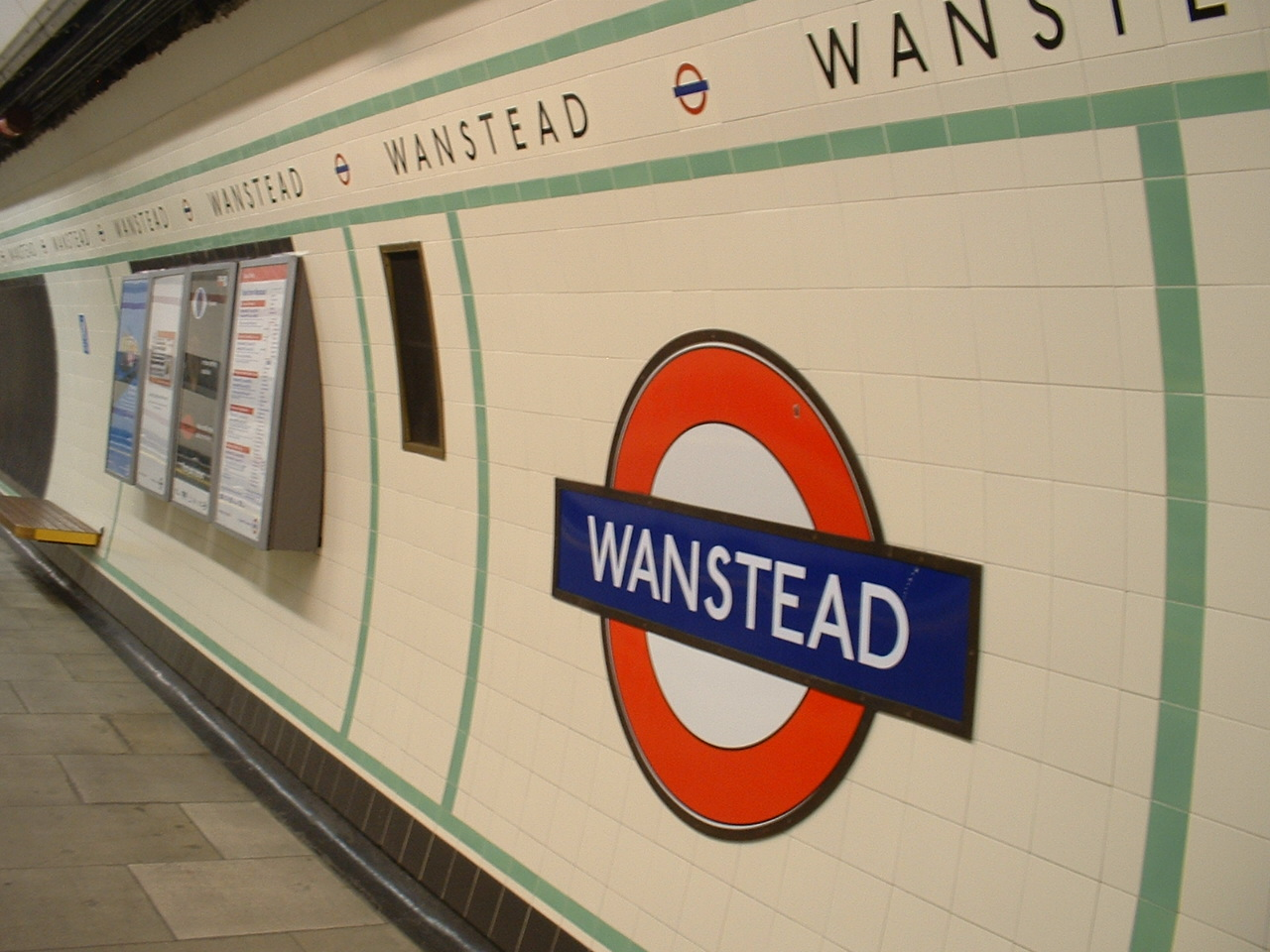
Roundel on eastbound

1. 1 2 3 4  "Multi-year station entry-and-exit figures" (XLS). London Underground station passenger usage data. Transport for London. June 2015. Retrieved 20 June 2015.